# 부여 가림성 고분군
부여 가림성 고분군은 충청남도 부여군 임천면에 있다. 2001년 1월 3일 부여군의 향토문화유산 제45호로 지정되었다.

## 같이 보기
- 부여 가림성 - 사적 제4호

## 참고 문헌
- 임천 가림성 고분군 - 부여군 문화관광